# Hemiscyllium strahani
La pintarroja colilarga encapuchada (Hemiscyllium strahani) es una especie de elasmobranquio orectolobiforme de la familia Hemiscylliidae.